# 刘少林
刘少林（匈牙利語：Liu Shaolin Sándor，1995年11月20日—），匈牙利出生的中国短道速滑选手。

## 生平
刘少林在2016年世界短道速滑世锦赛中，获得全能第三名的成绩。2022年2月7日晚，短道速滑男子1000米1/4决赛、半决赛、决赛先后在首都体育馆进行，率先冲线的刘少林因黄牌被取消成绩 。他曾在2015年开始和英国短道速滑选手埃莉斯·克里斯蒂交往，两人于2018年冬奥后分手。
2022年11月，刘少林、刘少昂兄弟提出变更国籍申请，随后得到匈牙利滑冰协会同意，但须支付赔偿金，且12个月内不得参加国际滑联比赛。刘氏兄弟的母亲表示，二人将加入中国籍。12月20日，匈牙利滑冰协会发表声明称，同意短道速滑运动员刘少林、刘少昂提出的更改国籍的请求，并放弃之前提出的索赔。
2023年1月，有媒体报道称刘氏兄弟已经加入中国国籍。3月，根据天津冬季和水上运动管理中心主任张仲权介绍，刘氏兄弟已在天津正式办理了国籍和户籍手续，并加入天津队。4月2日，在全国短道速滑冠军赛男子1000米决赛中，刘少林以1分26秒189的成绩获得亚军，这是他入籍中国后的首个亚军。此前的半决赛中，刘少林以1分22秒490的成绩获得小组第一，同时也打破了该项目的中国大陆纪录。

## 家庭
父亲刘石林是中国大连人，1977年考入天津美术学院学习绘画，1990年定居匈牙利。母亲是匈牙利人。弟弟刘少昂也是短道速滑运动员。